# Carte de contrôle
 (juin 2023).
Si vous disposez d'ouvrages ou d'articles de référence ou si vous connaissez des sites web de qualité traitant du thème abordé ici, merci de compléter l'article en donnant les références utiles à sa vérifiabilité et en les liant à la section « Notes et références ».
En pratique : Quelles sources sont attendues ? Comment ajouter mes sources ?

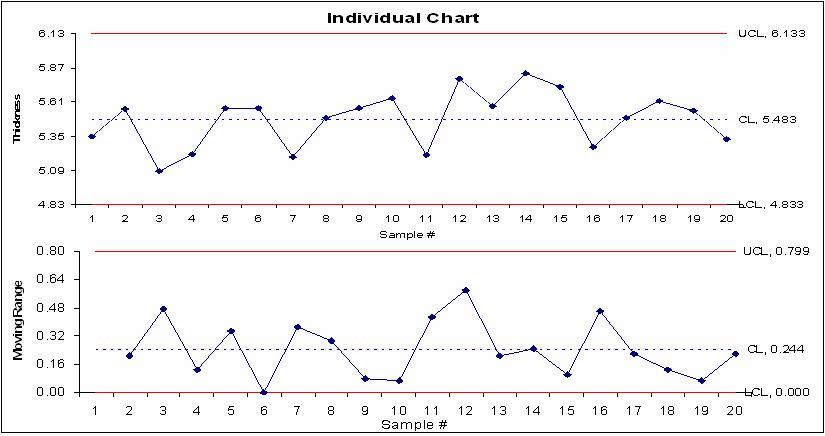
Un graphique de contrôle

Un graphique de contrôle ou carte de contrôle, improprement traduit de l'anglais control chart, est un outil utilisé dans le domaine du contrôle de la qualité afin de maîtriser un processus. Il permet de déterminer le moment où apparaît une cause particulière de variation d'une caractéristique, entraînant une altération du processus. Par exemple un processus de fabrication pourra être mis à l'arrêt avant de produire des pièces qui seront non-conformes.
Les types de graphiques de contrôle les plus utilisés dans l'industrie sont les graphiques de contrôle de la moyenne et de l'étendue. Dans cette méthode, deux graphiques sont tracés et interprétés simultanément. Un autre type, souvent utilisé en économie, est le graphique de contrôle aux mesures individuelles.

## Maîtrise statistique des processus (MSP) ou Statistical Process Control (SPC)
L'inventeur du graphique de contrôle (Control Chart) est Walter A. Shewhart, chercheur aux Bell Telephone Laboratories dont la filiale industrielle était Western Electric. Il a publié en 1931 les principes de la variabilité d'un processus en distinguant la variabilité aléatoire naturelle et la variabilité accidentelle. La variabilité naturelle est issue de causes communes de dispersion ou perturbations normales intégrées dans le processus de fabrication sous contrôle. La variabilité accidentelle est due à des causes spéciales occasionnelles et incontrôlées (matières premières aux caractéristiques fluctuantes, machines mal réglées, horaires de travail différents, qualification de la main-d'œuvre, changements de température ou de pression, mauvaise lubrification…). La MSP a pour mission de déterminer si le processus est sous contrôle ou non. Une analyse plus détaillée des causes des variations permettra d'améliorer ses performances et sa régularité.
Un graphique de contrôle est un outil de visualisation d'un processus dans le temps et de mise en évidence de sa stabilité (surveillance des causes de variation).

### Terminologie
Le Control Chart est parfois traduit en français « carte de contrôle » à la suite d'une mauvaise traduction de René Cavé, ingénieur en chef du Corps de l’Armement, qui est à l'origine de la fondation en 1957 de l'AFCIQ (Association Française pour le Contrôle Industriel de la Qualité), auteur d'un ouvrage qui a fait connaître le concept de « control chart » dont cependant il n’avait pas compris que le principe est d’induire une recherche de causes.  Cavé est en outre l'auteur d'un ouvrage sur le sujet qui « cont[ient] de regrettables erreurs qui persistent encore aujourd’hui ».

## Le graphique de contrôle en fabrication
Ce graphique permet d'effectuer un réglage du processus de fabrication et de connaître sa capabilité machine. C'est un graphique chronologique dont les points représentent le suivi d'une caractéristique du processus. La valeur centrale (la moyenne) est représentée par une ligne horizontale. La limite inférieure de contrôle (LCL en anglais, LIC en français) et la limite supérieure de contrôle (UCL en anglais, LSC en français) sont représentées par deux lignes horizontales de part et d'autre de la moyenne.
Ce sont les limites à l'intérieur desquelles le processus est sous contrôle. Les valeurs d'une caractéristique mesurée doivent se trouver à l'intérieur de ces limites, sinon le processus est hors contrôle et doit être examiné.

## Différents types de graphiques de contrôle
Plusieurs types de graphiques de contrôle sont utilisés.

### Graphiques pour variables quantitatives
Les variables quantitatives sont des mesures continues (poids, longueur, épaisseur, température, diamètre…). On vérifie sur le graphique de la moyenne (mean chart) et sur le graphique de l'étendue (range chart) que le caractère étudié est stable dans le temps. La taille de l'échantillon est généralement comprise entre 3 et 6.

### Graphiques pour variables qualitatives
Dans le cas des variables qualitatives (% de défectueux,% de pannes, etc.), on utilise des graphiques aux attributs p, np ou c pour en vérifier la stabilité. La taille de l'échantillon est habituellement de l'ordre de 50 ou 100.

### Graphiques de contrôle de la moyenne et de l'étendue
La moyenne et l'étendue sont deux paramètres indépendants et complémentaires.
Les deux graphiques permettent de visualiser l'évolution des caractéristiques mesurées dans un processus. Le graphique de la moyenne est généralement moins dispersé que celui de l'étendue. Ils peuvent être mis en œuvre par un calcul informatisé.

#### But de la méthode
Ces graphiques permettent de visualiser l'évolution des caractéristiques mesurées. Chaque graphique comporte une suite de points qui représente les valeurs de la moyenne et de l'étendue sur des échantillons prélevés à intervalles réguliers.
Le but est de suivre les performances de la production au moyen de deux graphiques qui montrent l'évolution du processus. On fait des observations individuelles sur des sous-groupes numérotés avec une fréquence de temps donnée (toutes les heures, trois fois par jour…). Sur chaque sous-groupe on effectue une observation. On reporte respectivement sur chaque graphique la moyenne et l'étendue du sous-groupe en fonction de son numéro chronologique qui sera reporté sur l'axe horizontal.
Une production est dite « stable » ou « sous contrôle » lorsque la moyenne et l'étendue ne présentent pas de variations qui pourraient être attribuées à des causes particulières. En d'autres termes, les variations sont seulement dues au hasard.

#### Limites de contrôle
Dans cette méthode, le calcul des limites de contrôle sur les deux graphiques n'implique aucune hypothèse sur la distribution des données. Bien que les limites soient appelées ordinairement « limites à trois sigma », le calcul ne repose pas sur les écarts types mais sur les étendues.
Si le processus est stable, l'intervalle entre les deux limites de contrôle, LCL et UCL, contient 99,7 % des valeurs. La probabilité pour qu'un point se trouve à l'extérieur des limites est donc 0,3 %.

### Graphique de contrôle aux mesures individuelles
Dans l'industrie, quand les mesures effectuées ne sont pas assez nombreuses pour qu'il soit possible d'utiliser les graphiques de la moyenne et de l'étendue, on utilise le graphique aux mesures individuelles. Ce graphique est aussi utilisé en économie, où son usage est très général, notamment comme outil d'aide à la décision. W. Edwards Deming le recommandait particulièrement au cours de ses conférences.
Les limites de contrôle s'obtiennent en calculant d'abord les valeurs absolues des différences entre deux données successives. Si le nombre de données est n, le nombre de résultats ainsi obtenus est donc n -1. Soit m la moyenne de ces résultats. La distance des limites de contrôle à la ligne moyenne du graphique est 2,66 x m.

### Graphiques de contrôle aux attributs
Si l'on ne désire pas effectuer un contrôle de variables par mesures, ou lorsque les qualités étudiées sont discrètes, on préfèrera le contrôle de la qualité par attributs qui consiste à noter la présence ou l'absence d'un critère qualitatif sur les pièces contrôlées. Exemples : contrôle visuel (absence de défaut ou non), dimension trop petite ou trop grande (passage de la pièce dans un calibre)…
Les principaux graphiques de contrôle aux attributs sont :
1. Le graphique p pour la proportion de défectueux
2. Le graphique np pour le suivi du nombre de défectueux
3. Le graphique c pour le suivi du nombre de défauts.

#### Graphique p
On utilise ce graphique pour suivre la proportion p de défectueux contenus dans un échantillon en provenance d'un lot ou d'une machine. Sur un prélèvement au hasard, à intervalle régulier, d'un échantillon de n pièces, on note le nombre de défectueux trouvés que l'on divise par l'effectif de l'échantillon n (n > 50) pour obtenir p. 
On reporte périodiquement p sur un graphique où l'on fera apparaître la moyenne de proportion des défectueux et les limites inférieures et supérieures correspondantes.

#### Graphique np
L'utilisation du graphique np est recommandée si l'effectif n de l'échantillon demeure le même pour chaque série d'échantillons. On reporte sur le graphique np le nombre de défectueux observés chronologiquement dans les prélèvements successifs. Le nombre de défectueux dans un échantillon de taille n est d = np. 

#### Graphique c
Le graphique c est utilisé pour suivre chronologiquement le nombre de défauts par unité contrôlée. Il est différent des graphiques p et np, car le critère suivi est le nombre de défauts et non le nombre de défectueux (refusés), une pièce présentant des défauts pouvant être ou non acceptée. Suivant le critère de gravité du défaut (critique, majeur ou mineur), la pièce sera ou non considérée comme défectueuse. 